# Uhrîniv, Sokal
Uhrîniv (în ucraineană Угринів) este un sat în comuna Horobriv din raionul Sokal, regiunea Liov, Ucraina.

## Demografie
Componența lingvistică a localității Uhrîniv
     Ucraineană (100%)
Conform recensământului din 2001, toată populația localității Uhrîniv era vorbitoare de ucraineană (100%).